# بنیاد نوبل
بنیاد نوبل (سوئدی: Nobelstiftelsen) بنیاد خصوصی است که در ۲۹ ژانویه سال ۱۹۰۰ برای مدیریت اجرایی و مالی جایزه نوبل ایجاد شد. این بنیاد بر اساس وصیت آلفرد نوبل مخترع دینامیت ایجاد شد.